# Девољани
Девољани или Деољани (алб. Dovolan) је насељено место у општини Дибер у округу Дибер, Албанија. Према попису из 1989. године било је 812 становника.
У Етнографији вилајета Адријанопољ, Монастир и Салоника, штампаној у Цариграду 1878, која се односи на мушко становништво, 1873. године Девољани имају 40 домаћинства са 84 житеља Словена хришћана и 53 Словена муслимана. Према бугарском географу и историчару, Василу Канчову, у Девољану је 1900. године живело 110 Словена хришћана и 130 Албанаца муслимана.